# Unione Sportiva Savoia 1911
Questa è la rosa riguardante il Savoia nell'anno 1911.

## Divise
| Manica sinistra · Maglietta · Maglietta · Manica destra · Pantaloncini · Calzettoni |

## Organigramma societario
Area direttiva
- Presidente:  Ciro Ilardi

Area tecnica
- Allenatore: ?

## Rosa
| N. |                   | Ruolo | Calciatore       |
| -- | ----------------- | ----- | ---------------- |
|    | Italia (bandiera) | P     | Leonida Bertone  |
|    | Italia (bandiera) |       | Avallone         |
|    | Italia (bandiera) |       | Avallone         |
|    | Italia (bandiera) |       | Andrea Bonifacio |
|    | Italia (bandiera) |       | Cardea           |
|    | Italia (bandiera) |       | Ciccio Carlucci  |

| N. |                   | Ruolo | Calciatore        |
| -- | ----------------- | ----- | ----------------- |
|    | Italia (bandiera) |       | Michele Di Paola  |
|    | Italia (bandiera) |       | Rufino            |
|    | Italia (bandiera) |       | Alberto Saponetti |
|    | Italia (bandiera) |       | A. Setaro         |
|    | Italia (bandiera) |       | Arturo Vecchi     |